# Stefanija
Stefanija je priimek več znanih Slovencev:
- Dragi Stefanija (1933-2019), jezikoslovec, literarni zgodovinar in književnik makedonist, univ. profesor
- Leon Stefanija (*1970), muzikolog in univ. profesor